# バーナード・ラガト
バーナード・ラガト（Bernard Kipchirchir Lagat、1974年12月12日 - ）は、ケニア出身のアメリカ合衆国の陸上競技選手。ワシントン州立大学卒業。屋外1500m、3000m、5000m、室内1500m、1マイル、3000m、2マイル、5000mの北米・アメリカ記録保持者である。2010年に3000m、5000m、2011年に5000m、2012年に室内5000mで自己ベストを更新した。スポンサーはナイキ。身長175cm、体重61kg。

## 経歴
2000年、ラガトにとって初めてのオリンピックであるシドニーオリンピックにケニア代表として出場し、1500mで銅メダルを獲得した。
2001年、エドモントン世界陸上選手権にケニア代表として出場し、1500mで銀メダルを獲得する。
2002年、マドリードで行われたコンチネンタルカップにアフリカ代表として出場し、1500mで金メダルを獲得する。
2004年、2度目のオリンピックであるアテネオリンピックにケニア代表として出場し、ヒシャム・エルゲルージと壮絶なラストスパート勝負を展開するも破れ、銀メダルを獲得する。なお、この際ラガトはすでにアメリカ市民権を獲得しており、メダルの行方等、物議を醸すこととなった。詳しくは後述の国籍変更の欄を参照のこと。
2005年、2006年は国籍変更により世界大会には出場していない。
2007年、ラガトは国籍変更後初めての世界選手権である大阪世界陸上選手権に、1500mおよび5000mのアメリカ代表として出場し1500m、5000mの二冠を達成。この2種目二冠は世界陸上初であった。
2008年、北京オリンピックに出場するも1500mでは準決勝落ち、また5000mでは決勝に進み、4000m付近までは先頭集団で優勝争いを展開するもケネニサ・ベケレのロングスパートに離され9位に終わった。
2009年、ラガトはドイツで行われたベルリン世界陸上選手権に出場、1500mではスパート合戦の中ポケット(中距離走において外側を選手に囲まれてしまった状態)されてしまうも、なんとか飛び出し、銅メダルを獲得する。5000mでは、ケネニサ・ベケレと壮絶な優勝争いを展開するも破れ、銀メダルを獲得した。ラガトは予選で他選手と接触し脛を負傷し、予選後も全く走ることのできないまま臨んだ中でのメダル獲得であった。。
2010年、ラガトはカタールのドーハで行われた世界室内陸上選手権で3000mに出場し、金メダルを獲得する。35歳での3000mにおける金メダル獲得は世界室内陸上選手権における最年長記録であった。
また同じく2010年、クロアチアのスプリトで行われたコンチネンタルカップに北アメリカ大陸代表として出場し、アメリカ人として初となる、3000mと5000mの二冠を達成した。
2011年、韓国で行われたテグ世界陸上選手権に出場し、5000mで2大会連続となる銀メダルを獲得した。(優勝はイギリスのモハメド・ファラー。)
2012年、トルコのイスタンブールで行われた世界室内陸上選手権の3000mに出場し、金メダルを獲得、見事2連覇を成し遂げた。また、37歳での金メダル獲得は、前回にラガトが樹立した3000mにおける優勝者の最年長記録(35歳)を更新するものであった。
同じく2012年、ラガトはアメリカのオリンピック選考会である米選手権に出場、残り100mでスパートを仕掛けるもゲーレン・ラップに残り20m付近で逆転を許し、2位に終わるもオリンピックの出場権を獲得した(同国は3位までが代表に決定)。そして、自身にとって4回目のオリンピックである、ロンドンで行われたオリンピックの男子5000mにアメリカ代表として出場した。決勝では、スローペースとなりスパート合戦となる中、接触もあったものの4位に入賞した。
同年12月に38歳を迎えるラガトだったが、現役続行を表明した。2016年のリオデジャネイロ五輪は分からないものの、40歳で迎えることになる、2015年の世界選手権には出る可能性はあるとしている。
2013年、ロシアのモスクワで行なわれたモスクワ世界陸上選手権に出場した。優勝候補のモハメド・ファラーのスパートに引き離され、6位に終わっている。
2014年、ラガトは39歳という年齢を感じさせないレース運びとスパートで、ゲーレン・ラップら強豪を抑え同年の室内米選手権で優勝、ポーランドのソポトで行なわれた世界室内陸上選手権の3000m代表を勝ち取っている。そして、前回優勝者として迎えたソポト世界室内陸上選手権では無駄のないレース運びで、優勝候補であった19歳のカレブ・ディクのスパートに対応するも及ばず、2位入賞という結果となった。
同じく2014年、ラガトはモロッコのマラケシュで行なわれたコンチネンタル・カップに北アメリカ大陸代表として出場した。これも同じく前回優勝者として迎えたが、残り400mで、同じく同年の世界室内陸上選手権を制したカレブ・ディクにスパートで引き離される苦しい展開となった。しかし3位争いをしていたエリトリアのアブラル・オスマンを引き離し、銅メダルを獲得している。後にラガトは、3位争いをしていた選手がかつて自分が19歳であった時に生まれた選手であることを知り、驚きを隠せなかったとしている。
2015年、40歳を迎えたラガトであるが、ボストンで行なわれたニューバランス・インドア・グランプリの3000mに出場している。結果は、惜しくもエチオピアのデジェン・ゲブレメスケルに敗れる2位であったが、7分48秒33という記録はマスターズ40歳代の従来の記録8分01秒44を大幅に更新するマスターズ世界新記録であった。最後の200mも25秒台で上がっており、相変わらず衰え知らずな様子を見せている。
2016年、41歳で迎えた全米選手権男子5000m、スローペースで進んだレースをラスト1周52秒台で駆け抜け、先行するポール・キプケモイ・チェリモらを抜き去り13分35秒50で優勝。リオオリンピック代表権を獲得、自身5度目のオリンピック出場を決めた。迎えたリオオリンピック男子5000mでは順調に予選を通過し、決勝では終盤まで先頭集団に残るも、ラスト1週で力尽き惜しくも5位入賞にとどまる。このとき記録した13分06秒78は、自身が前年記録したマスターズＭ４０（４０-４４歳）クラスの世界記録13分14秒97を更新するものであった。

## 国籍変更
ラガトは、アテネオリンピックにケニア代表として出場し銀メダルを獲得していたが2005年3月になり、ラガトは2004年5月7日にアメリカの市民権を取得していたことを表明した。
一方で、ケニアはラガトの二重国籍を認めていないため、ラガトの銀メダルはケニアの法律がどのように解釈するかによって危うくなっている。
またこの国籍の変更により、ラガトは国際大会の出場を禁止された。このためか、2005年のヘルシンキ世界陸上への出場機会を失っていた。(過去に同様のケースで、1996年アトランタオリンピックに出場できなかったデンマークのウィルソン・キプケテルが挙げられる。)
アメリカは二重国籍を認めている。アメリカ陸連は、アメリカの国内記録となりうるのは、アメリカ市民権を持ち、かつ公認の競技会で出されたものとすると述べているだけであるため、5月7日以後のラガトの記録はアメリカの記録となることができたはずであった。しかし、2005年のアメリカ陸連の会議では、2004年8月6日にチューリヒで記録された1500mでの3分27秒40はアメリカ記録として承認しなかった。
しかしながら、アメリカ陸連はラガトが2005年に出した以下の3つの記録は公認している。
- 2月11日　1マイル (室内)　3分49秒89
- 2月11日　1500m  (室内)　3分33秒34
- 8月28日　1500m 　3分29秒40

## 人物
- コーチは、ジェームズ・リー。ワシントン州立大学に留学した当時からの長い付き合いである。
- 2児の父でもある。
- 30代後半という年齢になっても世界のトップレベルで活躍し続けている理由として、「昔はひどく勝つことを熱望していたが、今ではとても楽しんでいること」と、「自らの精神力のタフさ」をあげた。[6]
- 将来的にはマラソンもやりたいが、判断はコーチにゆだねるであろうと話している。[6]
- 毎年5週間はまったく走らない期間を設けている。

## 主な実績
| 年   | 大会                               | 場所                       | 種目  | 結果   | 記録     |
| ---- | ---------------------------------- | -------------------------- | ----- | ------ | -------- |
| 1999 | ユニバーシアード                   | パルマ(スペイン)           | 1500m | 1位    | 3.40.99  |
| 1999 | IAAFグランプリファイナル           | ミュンヘン(ドイツ)         | 1500m | 2位    | 3.32.30  |
| 2000 | オリンピック                       | シドニー(オーストラリア)   | 1500m | 3位    | 3.32.44  |
| 2000 | IAAFグランプリファイナル           | ドーハ(カタール)           | 1500m | 2位    | 3.36.88  |
| 2001 | 世界陸上選手権                     | エドモントン(カナダ)       | 1500m | 2位    | 3.31.10  |
| 2001 | IAAFグランプリファイナル           | メルボルン(オーストラリア) | 1500m | 2位    | 3.32.10  |
| 2002 | アフリカ陸上選手権                 | ラデス(チュニジア)         | 1500m | 1位    | 3.38.11  |
| 2002 | IAAFグランプリファイナル           | パリ(フランス)             | 1500m | 2位    | 3.30.54  |
| 2002 | IAAFワールドカップ                 | マドリッド(スペイン)       | 1500m | 1位    | 3.31.20  |
| 2003 | 世界室内陸上選手権                 | バーミンガム(イギリス)     | 1500m | 2位    | 3.42.62  |
| 2004 | 世界室内陸上選手権                 | ブダペスト(ハンガリー)     | 3000m | 1位    | 7.56.34  |
| 2004 | オリンピック                       | アテネ(ギリシャ)           | 1500m | 2位    | 3.34.30  |
| 2005 | IAAFワールドアスレチックファイナル | モンテカルロ(モナコ)       | 1500m | 2位    | 3.33.55  |
| 2005 | IAAFワールドアスレチックファイナル | モンテカルロ(モナコ)       | 3000m | 1位    | 7.38.00  |
| 2006 | IAAFワールドアスレチックファイナル | シュトゥットガルト(ドイツ) | 1500m | 2位    | 3.32.93  |
| 2007 | 世界陸上選手権                     | 大阪(日本)                 | 1500m | 1位    | 3.34.77  |
| 2007 | 世界陸上選手権                     | 大阪(日本)                 | 5000m | 1位    | 13:45.87 |
| 2008 | オリンピック                       | 中国(北京)                 | 1500m | 準決勝 | 3:37.79  |
| 2008 | オリンピック                       | 中国(北京)                 | 5000m | 9位    | 13:26.89 |
| 2009 | 世界陸上選手権                     | ベルリン(ドイツ)           | 1500m | 3位    | 3:36.20  |
| 2009 | 世界陸上選手権                     | ベルリン(ドイツ)           | 5000m | 2位    | 13:17.33 |
| 2010 | 世界室内陸上選手権                 | ドーハ(カタール)           | 3000m | 1位    | 7:37.97  |
| 2010 | IAAFコンチネンタルカップ           | スプリト(クロアチア)       | 3000m | 1位    | 7:54.75  |
| 2010 | IAAFコンチネンタルカップ           | スプリト(クロアチア)       | 5000m | 1位    | 13:58.23 |
| 2011 | 世界陸上選手権                     | テグ(韓国)                 | 5000m | 2位    | 13:23.64 |
| 2012 | 世界室内陸上選手権                 | イスタンブール(トルコ)     | 3000m | 1位    | 7:41.44  |
| 2012 | オリンピック                       | ロンドン(イギリス)         | 5000m | 4位    | 13:42.99 |
| 2013 | 世界選手権                         | モスクワ(ロシア)           | 5000m | 6位    | 13:29.24 |
| 2014 | 世界室内陸上選手権                 | ソポト(ポーランド)         | 3000m | 2位    | 7:55.22  |
| 2014 | IAAFコンチネンタルカップ           | マラケシュ(モロッコ)       | 3000m | 3位    | 7:53.95  |

## 自己ベスト
屋外
| 種目    | 記録       | 日付   | 備考       |
| ------- | ---------- | ------ | ---------- |
| 800m    | 1分46秒00  | 2003年 |            |
| 1000m   | 2分16秒18  | 2008年 |            |
| 1500m   | 3分26秒34  | 2001年 | ケニア記録 |
| 1マイル | 3分47秒28  | 2001年 |            |
| 2000m   | 4分55秒49  | 1999年 |            |
| 3000m   | 7分29秒00  | 2010年 | 米国記録   |
| 2マイル | 8分12秒45  | 2011年 |            |
| 5000m   | 12分53秒60 | 2011年 | 米国記録   |
| 10000m  | 27分49秒35 | 2016年 |            |

室内
| 種目    | 記録       | 日付   | 備考     |
| ------- | ---------- | ------ | -------- |
| 800m    | 1分47秒07  | 1999年 |          |
| 1000m   | 2分18秒12  | 2007年 |          |
| 1500m   | 3分33秒34  | 2005年 | 米国記録 |
| 1マイル | 3分49秒89  | 2005年 | 米国記録 |
| 2000m   | 5分04秒26  | 2008年 |          |
| 3000m   | 7分32秒43  | 2007年 |          |
| 2マイル | 8分09秒49  | 2013年 |          |
| 5000m   | 13分07秒15 | 2012年 |          |

- ラガトの保持する米国記録のすべては、全て北アメリカ記録でもある。また、ラガトが35歳以降になってから記録した屋外の1500m、1マイル、3000m、5000mの記録は、マスターズ陸上男子35歳以上40歳未満の世界記録である[7]。